# 杨村乡 (沐川县)
杨村乡，是中华人民共和国四川省乐山市沐川县下辖的一个乡镇级行政单位。

## 行政区划
杨村乡下辖以下地区：
桢楠村、新坝村、茨岩村、两路村、梭堂村、碑坪村、硝坝村、黄沙村和龙洞村。